# جوناثان والتون
جوناثان والتون (بالإنجليزية: Jonathan Walton)‏ هو مجدف بريطاني، ولد في 6 أكتوبر 1990 في ليستر في المملكة المتحدة.

## وصلات خارجية
- جوناثان والتون على موقع الاتحاد الدولي للتجديف (الإنجليزية)
- جوناثان والتون على موقع اللجنة الأولمبية الدولية (الإنجليزية)
- جوناثان والتون على موقع أوليمبيديا (الإنجليزية)
- جوناثان والتون على موقع اللجنة الأولمبية البريطانية (الإنجليزية)